# Nick Krat
Nick Krat (ukr. Микола Крат, ur. 24 lutego 1943 roku, Ukraińska SRR) – amerykański piłkarz pochodzenia ukraińskiego, występujący na pozycji obrońcy.

## Kariera piłkarska

### Kariera klubowa
Uczył się w Michigan State University, gdzie bronił barw studenckiej drużyny Michigan State Spartans. Rozpoczął karierę piłkarską w drużynie Ukrainian Lions, która występowała w National Soccer League – Chicago. W 1967 przeniósł się najpierw do Chicago Spurs, występującym w National Professional Soccer League, a potem do St. Louis Stars. W 1969 powrócił do Ukrainian Lions, w którym zakończył karierę piłkarską.

### Kariera reprezentacyjna
W latach 1968–1972 bronił barw narodowej reprezentacji USA. Rozegrał 14 meczów.